# UltraSPARC T2
El UltraSPARC T2 de Sun Microsystems es un microprocesador multihilo y multinúcleo, sucesor del UltraSPARC T1. A veces es llamado Niagara II. Se espera que sea incluido en los nuevos sistemas de Sun en la segunda mitad de 2007.

## Nuevas Características
El T2 es un deriva de la serie UltraSPARC de microprocesadores. El procesador, fabricado en 65 nm, está disponible con ocho núcleos, y cada núcleo es capaz de manejar ocho hilos simultáneamente. Así, el procesador es capaz de procesar hasta 64 hilos simultáneos. Otras nuevas características son:
- Aumento de velocidad para cada hilo, pasando de 1,2 GHz a 1,4.
- un puerto PCI Express (x8 1.0)
- dos puertos de 10 Gigabit Ethernet con clasificación y filtrado de paquetes.
- el tamaño de la caché L2 se incrementa hasta los 4 MB (8 bancos con 16 vías asociativas).
- se pasa de un coprocesador matemático por procesador a uno por núcleo.
- ocho motores de cifrado, en lugar de uno en el T1.
- cuatro controladores de memoria FB-DIMM de doble canal.

## Segmentación del núcleo
Hay ocho etapas para operaciones de enteros (seis en el T1).
| Procesador       | Etapas | Etapas | Etapas            | Etapas         | Etapas    | Etapas           | Etapas | Etapas    |
| ---------------- | ------ | ------ | ----------------- | -------------- | --------- | ---------------- | ------ | --------- |
| Segmentos del T1 | Fetch  |        | Selección de hilo | Decodificación | Ejecución | Acceso a memoria |        | Writeback |
| Segmentos del T2 | Fetch  | Caché  | Selección de hilo | Decodificación | Ejecución | Acceso a memoria | Bypass | Writeback |

## Versión definitiva
El 12 de abril de 2006, Sun anunció la versión definitiva del T2. También señaló que con el mismo encapsulado, el T2 daría el doble de prestaciones que un T1 en carga transaccional.